# Rochie de seară

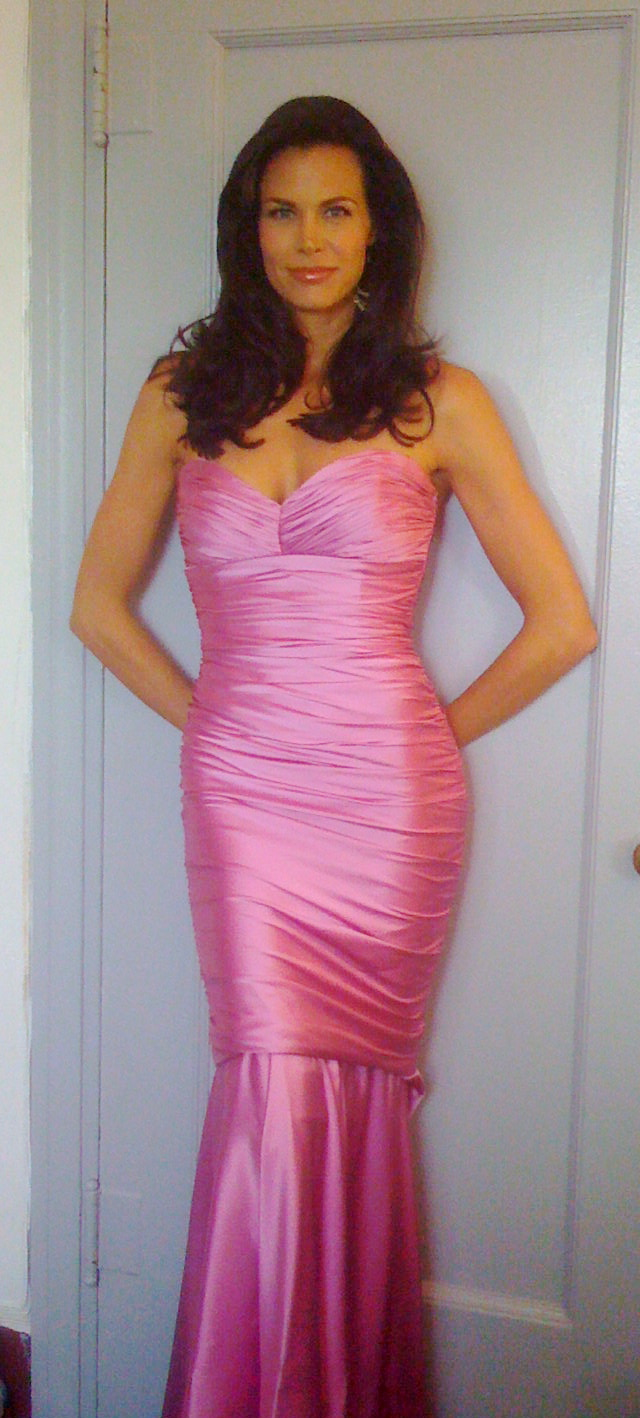
Rochie de seară roz

Rochia de seară este un articol vestimentar care se îmbracă la ocazii speciale: ceremonii, nunți, botezuri, banchete, baluri sau alte evenimente deosebite. De regulă se folosesc materiale fine, elegante cum ar fi mătasea naturală, dantela sau catifeaua. Ele ies în evidență prin cromatică, textură, model și ținută. Rochia poate fi clasică „little black dress” sau ceva îndrăzneț, în nuanțe de auriu, argintiu sau roșu.

## Istoric
Rochiile de seară își au originea în secolul al XV-lea o dată cu afirmarea curții Burgundiei și a conducătorului său pasionat de modă, Philip cel Bun. Pe vremea aceea erau cunoscute ca rochii de curte.
La începutul perioadei Renascentiste, rochiile de seară aveau talia foarte înaltă iar între timp aceasta a fost alungită într-un mod nefiresc până foarte jos, în unghi, creând corsetele în formă de V din timpul reginei Elisabeta I.
Secolul al XVII-lea a adus influența epocii baroce din Franța și în stilul rochiilor de seară. Rochiile purtate la curtea lui Ludovic al XIV erau drapate, cu trene lungi și corsete strâmte cu decolteuri largi și multe broderii. Materialele utilizate erau mătăsurile, satinul și catifeaua. În perioada barocă moda a evoluat rapid, stilul nobilimii fiind copiat de clasa de mijloc.
În zilele noastre o rochie de seară poate avea diferite lungimi, dar, în general prin rochie de seară se înțelege o rochie lungă care se îmbracă la evenimente formale și la ceremonii. Poate fi până deasupra gleznei sau până în pământ. Rochia de seară este considerată corespondentul feminin al smoking-ului.

## Tipuri de rochii

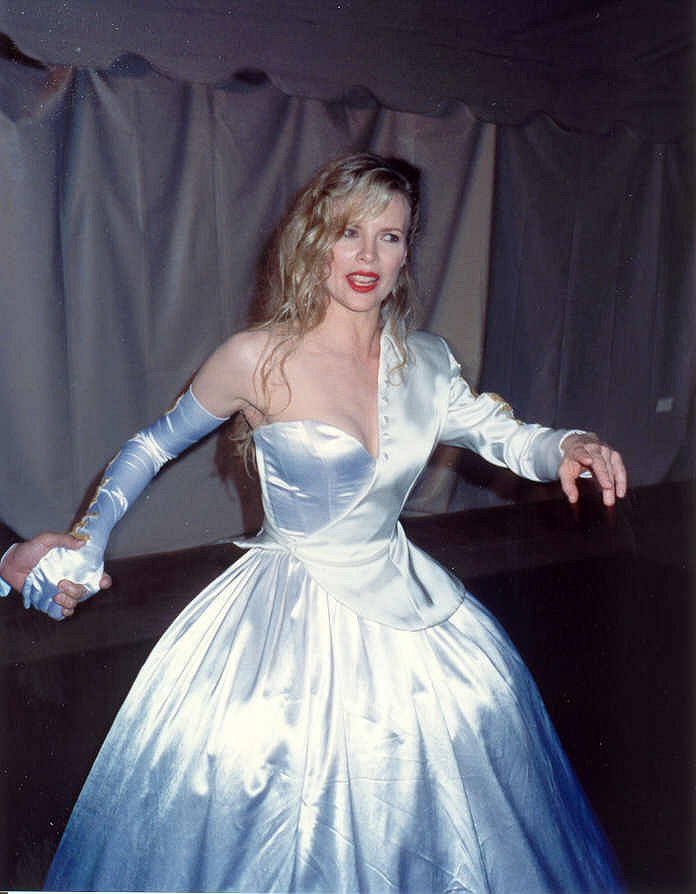
Actrita Kim Basinger în Premiile Oscar

Rochiile sunt de mai multe feluri, ele fiind denumite după lungime, după model sau după culori.
- după lungime: rochii scurte sau mini - deasupra genunchiului, rochii până la genunchi sau midi și rochii lungi - până în pământ.
- după model: rochii mulate - ce urmează linia corpului, rochii sirenă - mulate până la genunchi apoi evazate, rochii cu trenă, rochii largi, rochii tip A, rochii empire, rochii cloș, rochii bodycon (sculptează silueta, punând în valoare formele), rochii pentru gravide, rochii „baby doll”.
- după culori: Rochiile pot fi catalogate drept romantice, cele albe, roz sau in nuanțe pale, îndrăznețe cele in culori puternice, roșii, aurii, argintii, sau clasice cele negre.
- o categorie aparte sunt rochiile în tendințe. Tendințele sunt dictate de casele de modă consacrate, cum ar fi Dior, Chanel, Valentino, Elie Saab, Zuhair Murad, Dolce & Gabbana. Din România creatorii care lucrează în tendințe sunt Cătălin Botezatu, Laura Olteanu - rochii în tendințe, Răzvan Ciobanu. De asemenea, se poate opta pentru rochii de dantelă sau rochii cu imprimeuri florale.